# 朱毛会师

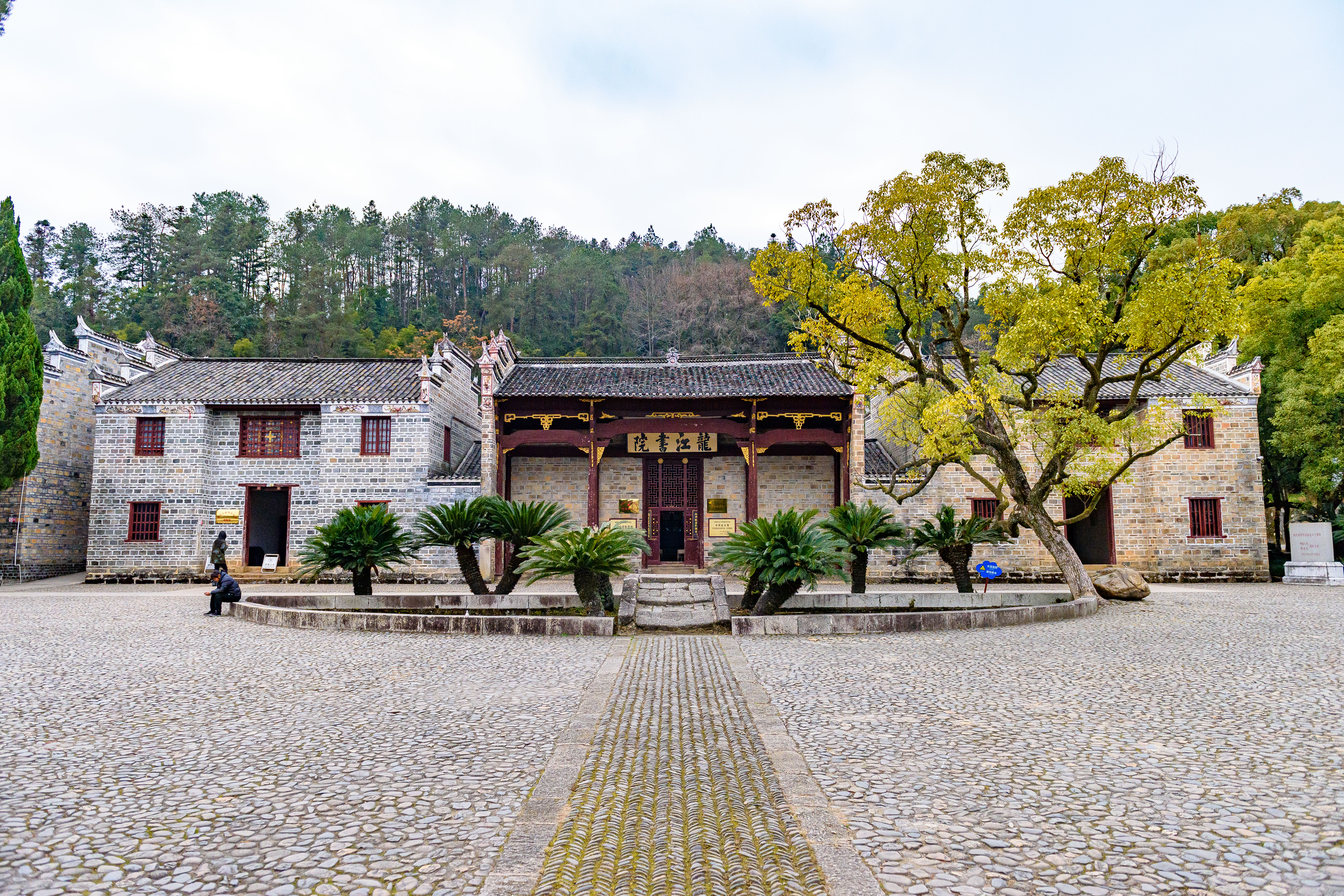
建于1840年的龙江书院为朱毛会师所在地

朱毛会师，又稱井冈山会师，是1928年4月28日由毛泽东领导的秋收起义队伍与朱德等人领导的南昌起义队伍在江西萍乡和宜春之间井冈山的会师。

## 前奏
1927年9月9日，由毛泽东发动的秋收起义队伍在进攻长沙等地失利后，毛泽东说服起义队伍前往国民政府军事势力薄弱的江西萍乡，10月起义军上井冈山。而此时南昌暴動的起义军则决定南下进攻广州，到达广东三河坝时，周恩来决定用主力部队进攻潮汕地区，遭到國民革命軍的夹击，进攻失利。三河坝战役失利后的10月6日，朱德率领残部决定转战湘南。

## 经过
1928年4月19日，毛泽东领导中国工农红军占领酃县。國民政府随即展开反击，酃县战斗结束后，毛泽东率部撤退。4月21日，毛泽东和朱德在酃县十都首次会面。4月22日，國民革命軍第八軍一师的熊震全部攻佔酃县。
或说4月24日，或说4月28日，南昌起义保留下来的队伍和湖南地方武装，在宁冈县的砻市同工农革命军会师。4月27日上午，召开庆祝会师大会。两军会师后，称“工农革命军第四军”。1928年5月2日，毛泽东就是以“工农革命军第四军军委书记”的名义给中央写信。
5月2日前，毛泽东在连以上干部会上决定四军下辖第十师、第十一师、教导大队，两师下辖6个团。
5月4日，在龙江书院召开庆祝会师大会，朱德任军长，毛泽东任党代表，王尔琢任参谋长，陈毅任政治部主任。红四军共三个师八个团，后来又缩编为两个师六个团，全军共六千余人。湘南各县农军编入第十师、十一师有困难，所以就补建了第十二师，十二师师长由陈毅兼任。
5月25日，在中共中央发布的《中央通告第五十一号——军事工作大纲》中提出：“在割据区所属之军队，可正式定名为红军，以取消以前工农革命(军)的名义。”1928年6月4日，党中央给朱、毛并转前敌委员会的信中说：“关于你们的军队，你们可以正式改称红军。”此后，部队才正式称为“工农红军第四军”。
工农红军从1927年10月至1930年2月，在井冈山驻军共历时两年零四个月。

## 意义与影响
中国工农红军在井冈山会师后，提出了“三大纪律，八项注意（开始是六项注意，后来增加了两项）”。创建了第一块革命根据地，确立了“以农村包围城市，武装夺取政权”的革命指导方针。